# Kris Benson
Pour les articles homonymes, voir Benson.
Kristen James Benson (né le 7 novembre 1974 à Superior au Wisconsin, États-Unis) est un lanceur droitier qui joue dans les Ligues majeures de baseball de 1999 à 2010.

## Carrière

### Débuts
Joueur à l'Université de Clemson à Clemson en Caroline du Sud, Kris Benson est le premier choix de la draft des joueurs amateurs en juin 1996. Il est sélectionné par les Pirates de Pittsburgh. Considéré comme le meilleur lanceur des rangs collégiaux américains et lanceur partant numéro un de la sélection olympique de son pays, Benson obtient des Pirates un boni à la signature de 2 millions de dollars, à l'époque le plus important boni accordé à un choix au repêchage.
Benson remporte la médaille de bronze en baseball aux Jeux olympiques d'été de 1996 à Atlanta avec l'équipe des États-Unis.

### Pirates de Pittsburgh
Il fait ses débuts dans le baseball majeur le 9 avril 1999 avec les Pirates de Pittsburgh et à ce premier départ, le lanceur partant signe sa première victoire au plus haut niveau dans un gain de 2-1 de son équipe sur les Cubs de Chicago. Le 27 juillet suivant, il lance son premier match complet dans le gain de 5-1 des Pirates sur les Mets de New York. Le droitier complète sa saison recrue avec 11 victoires et 14 défaites en 31 sorties, une moyenne de points mérités de 4,07 et deux matchs complets. Il prend le quatrième rang au vote déterminant la recrue de l'année de la Ligue nationale de baseball, un titre remis cette année-là à Scott Williamson des Reds de Cincinnati.
En 2000, Benson enchaîne avec une autre saison de 10 victoires, mais perd 12 décisions en 32 départs. Il abaisse sa moyenne de points mérités à 3,85 malgré une vingtaine de manches de plus passées au monticule. Il enregistre 184 retraits sur des prises en 217 manches et deux tiers lancées, réussit deux matchs complets et son premier blanchissage en carrière. Le 1er octobre, il est le lanceur partant des Pirates dans le tout dernier match jamais présenté au Three Rivers Stadium de Pittsburgh. Il n'est cependant pas impliqué dans la décision.
Une opération de type Tommy John tient Benson à l'écart du jeu durant toute la saison 2001. Il revient en 2002 pour les Pirates, amorçant 25 parties. Il affiche un dossier victoires-défaites gagnant de 9-6. En 2003, sa fiche est de 5-9 avec une moyenne de points mérités qui grimpe à 4,97 en 18 sorties. Il amorce 20 parties de Pirates la saison suivante, pour huit victoires et autant de défaites, avant d'être impliqué dans une transaction avec les Mets de New York le 30 juillet 2004. Les Pirates cèdent Benson et le joueur d'avant-champ Jeff Keppinger aux Mets en retour de Ty Wigginton, José Bautista et le lanceur des ligues mineures Matt Peterson.

### Mets de New York
Benson complète 2004 avec quatre victoires et quatre défaites en 11 départs avevc les Mets, pour une fiche de 12-12 au total dans une saison où il lance 200 manche et un tiers. C'est la première fois qu'il atteint les 200 manches lancées en une année depuis la saison 2000 avec Pittsburgh. En novembre 2004, Benson, devenu agent libre, signe un contrat avec les Mets. En 2005, il présente une fiche gagnante de 10-8 et abaisse sa moyenne de points mérités à 4,13.
Malgré une tenue respectable au monticule, la présence de Benson semble être une distraction chez les Mets, pas nécessairement à cause de son attitude, mais plutôt à cause de celle de son épouse. Le lanceur est marié à Anna Benson, une top modèle et ancienne stripteaseuse qui s'ingère à plusieurs reprises dans la carrière de son mari. Elle fustige notamment Carlos Delgado des Mets, un joueur qui décide en 2004 de demeurer dans l'abri des joueurs au lieu de joindre ses coéquipiers sur le terrain pendant le God Bless America afin de publiquement signifier son opposition à l'occupation de l'Irak par les États-Unis. Le 22 janvier 2006, New York échange Kris Benson aux Orioles de Baltimore en retour des lanceurs John Maine et Jorge Julio. Benson déclare que les Mets l'ont échangé parce qu'ils ne voulaient plus avoir son épouse Anna dans l'entourage de l'équipe, ce que nie la direction des Mets. Un journaliste du New York Times, Murray Chass, va jusqu'à écrire que « le bras de Benson n'est pas assez bon pour faire oublier la grande gueule de sa femme ».

### Orioles de Baltimore
Benson remporte 11 matchs contre 12 défaites en 30 départs pour les Orioles en 2006, avant qu'une blessure à la coiffe du rotateur ne le tienne à l'écart du jeu pour près de deux ans. Les Orioles lancent la serviette en octobre 2007 et le libèrent de son contrat.

### Retour en ligues mineures
Agent libre, le lanceur se joint aux Phillies de Philadelphie avec qui il effectue un retour au jeu, mais en ligues mineures, en 2008. Il ne perce jamais l'alignement des Phillies qui le congédient en août 2008. 

### Rangers du Texas
En février 2009, Benson accepte une offre des Rangers du Texas et apparaît dans huit de leurs parties durant la saison, effectuant deux départs et lançant six parties comme releveur. 

### Diamondbacks de l'Arizona
Il rejoint en 2010 les Diamondbacks de l'Arizona, pour lesquels il amorce trois parties en début de saison. 

### Retraite
Il annonce sa retraite de joueur en janvier 2011.
Kris Benson joue 206 parties dans les Ligues majeures, dont 200 comme lanceur partant. En 1243 manches et deux tiers lancées, il maintient une moyenne de points mérités de 4,42 avec huit matchs complets, deux blanchissages et 806 retraits sur des prises. Sa fiche victoires-défaites est de 70-75.

## Vie personnelle
Kris et Anna Benson sont mariés durant sept ans et ont deux enfants. Le couple divorce en 2006.